# Ildar Rachmatoellin
Ildar Ilchamovitsj Rachmatoellin (Russisch: Ильдар Ильхамович Рахматуллин) (Kazan, 6 maart 1986) is een Russisch autocoureur.

## Carrière
Rachmatoellin begon zijn autosportcarrière in 1996 in het karting, waar hij tot 2006 actief bleef. In 2007 stapte hij over naar het Russian Ice Racing Championship en won dat jaar direct het kampioenschap. In 2008 stapte hij over naar het Russisch kampioenschap rallycross en werd vierde. In 2009 reed hij in het Europees kampioenschap rallycross en bleef hier tot 2013 rijden. In zowel 2010 werd hij tweede in de 1A-divisie en in 2013, toen de klasse al van naam was veranderd naar de Super1600s, werd hij opnieuw tweede.
In 2014 stapte Rachmatoellin over naar de Russian Circuit Racing Series, voorheen het Russian Touring Car Championship, waar hij in een Renault Twingo vierde werd in de Touring Light-klasse, alvorens in 2015 tweede te worden in deze klasse. In 2015 maakte hij ook zijn debuut in de TCR International Series voor het team WestCoast Racing in een Honda Civic TCR tijdens zijn thuisrace op het Sochi Autodrom. Hij eindigde de races als twaalfde en tiende en werd zo 43e in het kampioenschap met één punt.